# Talara guyanae
Talara guyanae är en fjärilsart som beskrevs av Christian Gibeaux 1983. Talara guyanae ingår i släktet Talara och familjen björnspinnare. Inga underarter finns listade i Catalogue of Life.